# Disporopsis aspersa
Disporopsis aspersa är en sparrisväxtart som först beskrevs av Henri Hua, och fick sitt nu gällande namn av Adolf Engler och Kurt Krause. Disporopsis aspersa ingår i släktet Disporopsis och familjen sparrisväxter. Inga underarter finns listade i Catalogue of Life.